# Boots (canción)
«Boots» (en español «Botas») es una canción navideña de la banda de rock originaria de Las Vegas, The Killers, que se lanzó como descarga digital el 30 de noviembre de 2010, a pesar del receso que se estaba tomando la banda. Todas las ganancias de la canción fueron para la organización benéfica contra el SIDA, (PRODUCT)RED, liderada por Bono y Bobby Shriver.

## Historia
La canción continúa con la tradición de The Killers de lanzar una canción de Navidad cada año, y esta es la quinta consecutiva desde el 2006. Las canciones anteriores han sido «A Great Big Sled», «Don't Shoot Me Santa», «Joseph, Better You Than Me» y «¡Happy Birthday Guadalupe!». El vocalista de la banda, Brandon Flowers, dijo que "nuestras canciones navideñas con (RED) son una de nuestras tradiciones como banda. No queríamos dejar de lado esta tradición solo porque estamos en un receso; la causa es muy importante".
Esta es la primera publicación de The Killers en cuya carátula no aparece el tradicional logotipo de luces de neón, sino que parece inspirada en la carátula del DVD de la película de 1941 «Citizen Kane» y otras películas de la década de 1940 que tienen un logotipo en blanco y negro (puedes ver la imagen de la carátula del sencillo aquí).
La bola de nieve junto a las botas en la carátula también es una referencia a «Citizen Kane», la cual refleja la escena inicial de la película cuando muestra al personaje principal, Charles Foster Kane, muriendo mientras observa una bola de nieve.
En la canción destaca un monólogo de la película «Qué bello es vivir».

## Vídeo musical
El vídeo musical fue dirigido por Jared Hess y T. C. Christensen, y se estrenó exclusivamente en el sitio web de Starbucks el 1 de diciembre de 2010 (Día Mundial de la Lucha contra el Sida), donde la compañía de café donó 5 centavos a (PRODUCT)RED por cada visita. El vídeo comienza con una escena de George Bailey rezando, escena correspondiente a la película «Qué bello es vivir». El vídeo está protagonizado por Brad Prowly (también conocido como «Super Bad Brad»), un famoso artista callejero de la ciudad de Nueva York.

## Lista de canciones
- Sencillo en CD

1. «Boots» – 5:27

## Posicionamientos en listas

### Comercial
La canción debutó en el puesto tres en la lista Billboard Holiday.
| Lista (2010)                       | Mejor posición |
| ---------------------------------- | -------------- |
| Estados Unidos (Billboard Hot 100) | 79             |
| Reino Unido (UK Singles Chart)     | 82             |